# Jeřáb
Der Jeřáb (deutsch Ebereschberg) ist ein Berg in Tschechien. Er liegt fünf Kilometer südöstlich von Králíky im Hannsdorfer Bergland und ist dessen höchste Erhebung.

## Geographie
Der vollständig bewaldete Berg befindet sich im Waldgebiet Hrubý les. Über den Gipfel verlief die historischen Grenze zwischen Böhmen und Mähren, wobei der Westhang des Berges auf böhmischen und der übrige Teil auf mährischen Gebiet lag. Heute stoßen hier der Okres Ústí nad Orlicí und Okres Šumperk aneinander. Über den Gipfel führt die europäische Hauptwasserscheide zwischen Elbe und Donau. Am westlichen Hang liegt die Quelle der Stillen Adler. Die am Nordhang entspringenden Bäche Zlatý potok und Vysoký potok führen ihr Wasser direkt in die nördlich des Berges vorbeifließende March ab, die in der östlich gelegenen Rudolfquelle entspringende Březná erreicht nach Süden gleichfalls das Einzugsgebiet der March. Südwestlich ist dem Jeřáb der Vorberg Jeřábek (838 m) und im Süden der Bukovec (701 m) vorgelagert.
Umliegende Ortschaften sind Horní Hedeč und Zlatý Potok im Norden, Vysoký Potok und Podlesí im Nordosten, Lazy im Osten, Štědrákova Lhota, Lhotka und Janoušov im Südosten, Písařov im Süden, Moravský Karlov, Tři Dvory und Červená Voda im Südwesten, Šanov und Horní Orlice im Westen sowie Kopeček und Dolní Hedec im Nordwesten.

## Touristische Nutzung
Südwestlich des Gipfels schließt sich der Naturpark Jeřáb an. Auf dem Pass am Osthang befindet sich in 899 m Höhe unweit der Rudolfquelle die Kapelle der hl. Dreifaltigkeit. Wegen des Baumbestandes bietet der Berg lediglich nach Südosten eine eingeschränkte Aussicht, aus diesem Grunde ist er touristisch wenig frequentiert.